# Джон Елліот Кернс
Джон Елліот Кернс (англ. John Elliott Cairnes; 26 грудня 1823, м. Дроеда, Лаут, Ленстер, Ірландія — 8 липня 1875, м. Блекхіт, Ірландія) — англійський економіст, якого часто називають «останнім із класичних економістів».

## Біографія
Джон Еліот Кернс був професором політичної економії в Дубліні, Голвеї і Лондоні. Кернс — один з останніх представників старої класичної школи економістів: він дотримувався дедуктивного методу дослідження і присвятив його захисту один з найбільших своїх творів: «The character and logical method of political economy».
Той же прийом дослідження він застосував в іншій своїй праці: «Some leading principles of political economy newly explained». У цьому творі він намагається захистити багатьма тоді вже залишену теорію фонду заробітної плати і викладає теорію промислових криз. Там же талановито розібрані питання грошового і кредитного обігу.
З інших творів Кернса найбільш цікаві: «Essays on political economy theoretical and applied» (1873); «Political essays» (1873); «The slave power» (1862—1863). З журнальних статей особливо цікава, вміщена в «Fortnightly Review» (1875, січень і лютий), що містить у собі критику теорії еволюції Спенсера («Mr. H. Spencer on social evolution»).

## Сім'я
Кернс одружився з Елізабет Шарлотт, дочкою Джорджа Генрі Мінто Олександра, судді Вищого суду в Індії. Вони були батьками двох синів і дочки, у тому числі офіцера і письменника Вільяма Еліота Кернеса(1862-1902)

## Робота
Останні роки життя Кернса були витрачені на збір та публікацію деяких розкиданих статей, а також на підготовку його найбільш масштабної та важливої роботи. Політичні нариси, опубліковані в 1873 році, містять усі його роботи, що стосуються Ірландії та її університетської системи. Тези та політичні нариси, що з'явилися в тому ж році, містять нариси щодо вирішення золотого питання, висунутого на сучасність та тестування порівняно з статистикою цін. Серед інших статей — нариси з політичної економії та землі. У 1874 році з'явилася його найбільша робота — «Нещодавно викладені провідні принципи політичної економії», яка поза сумнівом є гідним наступником великих трактатів Адама Сміта, Томаса Мальтуса, Девіда Рікардо. Ця робота є, по суті, коментарем до деяких основних доктрин англійської школи економістів, таких як цінність, вартість виробництва, заробітна плата, робоча сила та капітал, міжнародні цінності. Остання праця, якій він присвятив себе, була перевиданням його першої роботи з політичної економії.
В цілому, роботи Кернса стали найважливішим внеском у економічну науку англійської школи. Він вважав, що політична економія є наукою, а отже, її результати є абсолютно нейтральними стосовно соціальних фактів або систем. Вона просто простежує необхідні зв'язки між явищами багатства і не передбачає жодних правил практики. Кернс чітко виступав проти тих, хто розглядав політичну економію як невід'ємну частину соціальної філософії та тих, хто намагався виразити економічні факти у кількісних формулах та зробити економіку галуззю прикладної математики. За його словами, політична економія — це змішана наука, її частина психічна, частково фізична. Її можна назвати позитивною наукою, адже закони, які вона встановлює, є лише приблизно істинними.